# Juan Pablo Forero
Juan Pablo Forero Carreño (nascido em 3 de agosto de 1983) é um ciclista de pista e estrada profissional colombiano. Representou a Colômbia nos Jogos Pan-Americanos de 2007 no Rio de Janeiro, Brasil.

## Carreira olímpica
Competiu representando a Colômbia no ciclismo nos Jogos Olímpicos de Verão de 2008 em Pequim, China.